# Darren Ríos
Darren Ríos (Fort Lauderdale, 14 ottobre 1995) è un calciatore statunitense naturalizzato portoricano, centrocampista del SV Wilhelmshaven e della nazionale portoricana.

## Carriera

### Club
Ha giocato nella quarta divisione statunitense, nella quinta divisione spagnola e nella quinta divisione tedesca.

### Nazionale
Ha esordito con la nazionale il 22 maggio 2016, in occasione dell'amichevole persa 3-1 contro gli Stati Uniti.
Ha segnato il suo primo gol in nazionale il 13 giugno 2022, in occasione della vittoria per 6-0 contro le Isole Vergini Britanniche, valida per la CONCACAF Nations League 2022-2023.

## Statistiche

### Cronologia presenze e reti in nazionale
| Cronologia completa delle presenze e delle reti in nazionale ― Porto Rico | Cronologia completa delle presenze e delle reti in nazionale ― Porto Rico | Cronologia completa delle presenze e delle reti in nazionale ― Porto Rico | Cronologia completa delle presenze e delle reti in nazionale ― Porto Rico | Cronologia completa delle presenze e delle reti in nazionale ― Porto Rico | Cronologia completa delle presenze e delle reti in nazionale ― Porto Rico | Cronologia completa delle presenze e delle reti in nazionale ― Porto Rico | Cronologia completa delle presenze e delle reti in nazionale ― Porto Rico |
| Data                                                                      | Città                                                                     | In casa                                                                   | Risultato                                                                 | Ospiti                                                                    | Competizione                                                              | Reti                                                                      | Note                                                                      |
| ------------------------------------------------------------------------- | ------------------------------------------------------------------------- | ------------------------------------------------------------------------- | ------------------------------------------------------------------------- | ------------------------------------------------------------------------- | ------------------------------------------------------------------------- | ------------------------------------------------------------------------- | ------------------------------------------------------------------------- |
| 22-5-2016                                                                 | Bayamón                                                                   | Porto Rico                                                                | 1 – 3                                                                     | Stati Uniti                                                               | Amichevole                                                                | -                                                                         | 78’                                                                       |
| 11-9-2019                                                                 | Mayagüez                                                                  | Porto Rico                                                                | 0 – 5                                                                     | Guatemala                                                                 | CONCACAF Nations League 2019-2020 - Fase a gironi                         | -                                                                         |                                                                           |
| 16-10-2019                                                                | The Valley                                                                | Anguilla                                                                  | 2 – 3                                                                     | Porto Rico                                                                | CONCACAF Nations League 2019-2020 - Fase a gironi                         | -                                                                         | 85’                                                                       |
| 17-11-2019                                                                | Città del Guatemala                                                       | Guatemala                                                                 | 5 – 0                                                                     | Porto Rico                                                                | CONCACAF Nations League 2019-2020 - Fase a gironi                         | -                                                                         | 46’                                                                       |
| 19-11-2019                                                                | Bayamón                                                                   | Porto Rico                                                                | 3 – 0                                                                     | Anguilla                                                                  | CONCACAF Nations League 2019-2020 - Fase a gironi                         | -                                                                         | 86’                                                                       |
| 19-1-2021                                                                 | Santo Domingo                                                             | Rep. Dominicana                                                           | 0 – 1                                                                     | Porto Rico                                                                | Amichevole                                                                | -                                                                         |                                                                           |
| 23-1-2021                                                                 | Città del Guatemala                                                       | Guatemala                                                                 | 1 – 0                                                                     | Porto Rico                                                                | Amichevole                                                                | -                                                                         | 31’                                                                       |
| 24-3-2021                                                                 | San Cristóbal                                                             | Saint Kitts e Nevis                                                       | 1 – 0                                                                     | Porto Rico                                                                | Qual. Mondiali 2022                                                       | -                                                                         | 72’                                                                       |
| 28-3-2021                                                                 | Mayagüez                                                                  | Porto Rico                                                                | 1 – 1                                                                     | Trinidad e Tobago                                                         | Qual. Mondiali 2022                                                       | -                                                                         |                                                                           |
| 3-6-2021                                                                  | Mayagüez                                                                  | Porto Rico                                                                | 7 – 0                                                                     | Bahamas                                                                   | Qual. Mondiali 2022                                                       | -                                                                         |                                                                           |
| 8-6-2021                                                                  | Basseterre                                                                | Guyana                                                                    | 0 – 2                                                                     | Porto Rico                                                                | Qual. Mondiali 2022                                                       | -                                                                         | 87’                                                                       |
| 10-6-2022                                                                 | George Town                                                               | Isole Cayman                                                              | 0 – 3                                                                     | Porto Rico                                                                | CONCACAF Nations League 2022-2023 - Fase a gironi                         | -                                                                         |                                                                           |
| 13-6-2022                                                                 | Mayagüez                                                                  | Porto Rico                                                                | 6 – 0                                                                     | Isole Vergini Britanniche                                                 | CONCACAF Nations League 2022-2023 - Fase a gironi                         | 1                                                                         |                                                                           |
| 23-3-2023                                                                 | Tortola                                                                   | Isole Vergini Britanniche                                                 | 1 – 3                                                                     | Porto Rico                                                                | CONCACAF Nations League 2022-2023 - Fase a gironi                         | -                                                                         | 78’                                                                       |
| 27-3-2023                                                                 | Bayamón                                                                   | Porto Rico                                                                | 5 – 1                                                                     | Isole Cayman                                                              | CONCACAF Nations League 2022-2023 - Fase a gironi                         | -                                                                         |                                                                           |
| 18-6-2023                                                                 | Fort Lauderdale                                                           | Suriname                                                                  | 0 – 0 (3 - 4 dtr)                                                         | Porto Rico                                                                | Qual. Gold Cup 2023                                                       | -                                                                         | 60’                                                                       |
| 10-9-2023                                                                 | Nassau                                                                    | Bahamas                                                                   | 1 – 6                                                                     | Porto Rico                                                                | CONCACAF Nations League 2023-2024 - 1º Turno                              | -                                                                         |                                                                           |
| 13-9-2023                                                                 | Bayamón                                                                   | Porto Rico                                                                | 5 – 0                                                                     | Antigua e Barbuda                                                         | CONCACAF Nations League 2023-2024 - 1º Turno                              | -                                                                         |                                                                           |
| Totale                                                                    |                                                                           | Presenze                                                                  | 18                                                                        |                                                                           | Reti                                                                      | 1                                                                         |                                                                           |